# Paola Cuciniello
Paola Cuciniello (San Giorgio a Cremano, 21 maggio 1997) è una calciatrice italiana, difensore del Freedom.

## Carriera

### Club
Paola Cuciniello si appassiona al calcio fin da giovane età, iniziando a giocare con i maschi dall'età di 10 anni fino ai 14 anni, età massima decretata dalla federazione per giocare nelle formazioni miste.
Notata dagli osservatori del Carpisa Napoli Cuciniello accetta la proposta fattale dalla società partenopea per continuare l'attività sportiva in una squadra completamente femminile, inserendola dalla stagione 2012-2013 nella formazione che partecipa al Campionato Primavera di categoria.
Le prestazioni offerte nella formazione giovanile convincono la dirigenza a inserirla in rosa nella formazione titolare, iscritta alla Serie A, dalla stagione successiva nella quale, sotto l'iniziale direzione del Mister Corrado Sorrentino, a 15 anni fa il suo debutto nel livello di vertice del campionato italiano il 12 ottobre 2013, alla terza giornata di andata, nell'incontro perso fuori casa con le avversarie del Valpolicella per 5-0. Con le compagne condivide la retrocessione a fine stagione e le due stagioni seguenti in Serie B, indossando la maglia azzurra del Carpisa Napoli fino al termine del campionato 2015-2016, totalizzando nel proprio tabellino 52 incontri, dei quali 13 in Serie A, e 3 reti realizzate.
Durante il calciomercato estivo 2016 la società trova un accordo con la neopromossa E.D.P. Jesina cedendo Cuciniello con la formula del prestito, dando così l'occasione alla propria tesserata di tornare a giocare in Serie A per la stagione 2016-2017.
Nell'estate 2018 passa al Castelvecchio, in Serie B, da quella stagione passata a carattere nazionale.

### Nazionale
Fin dal 2013 la FIGC, nella figura del suo responsabile tecnico per le giovanili Enrico Sbardella, esprime interesse per Cuciniello invitandola allo stage di preparazione alle qualificazioni all'Europeo Under-17 di Inghilterra 2014, al quale però pur inserita nella rosa delle 19 atlete scelte non fece seguito la chiamata in nazionale.
Sfumata l'opportunità per superamento dell'età massima richiesta, Cuciniello deve attendere il 2016 per una nuova convocazione, questa volta agli stage delle Azzurrine Under-19, che il ct Sbardella tiene al centro federale di Coverciano in vista del Torneo Internazionale La Manga, al quale fa seguito almeno un'amichevole di preparazione.